# Susanne Dagen

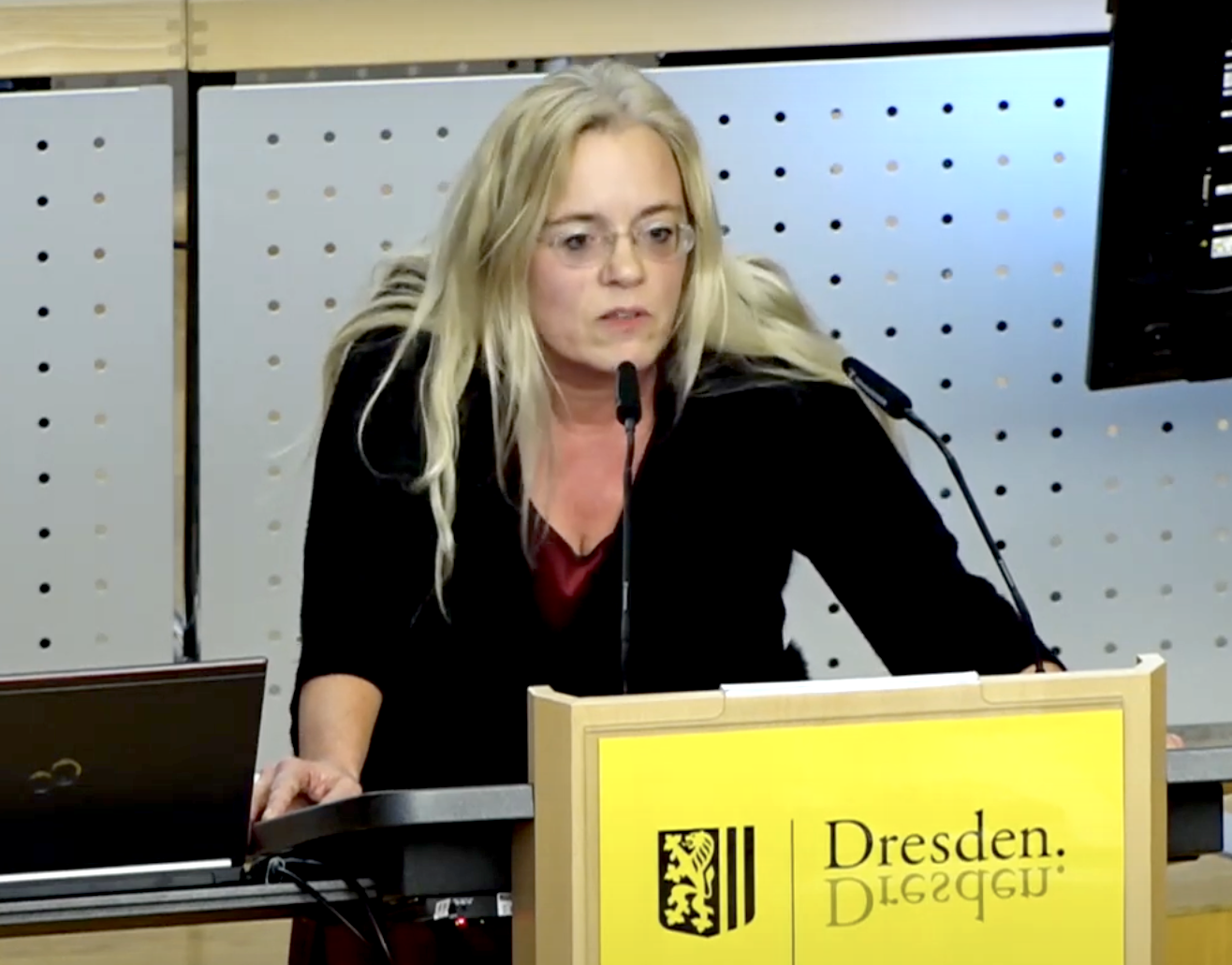
Susanne Dagen (2020)

Susanne Dagen (* 1972 in Dresden) ist eine deutsche Buchhändlerin, Verlegerin und Kommunalpolitikerin (Freie Wähler) in Dresden. Seit 1995 betreibt sie in Dresden-Loschwitz das BuchHaus Loschwitz, seit 2002 den Verlag edition buchhaus loschwitz. Sie sitzt im Dresdner Stadtrat und vertritt Positionen der Neuen Rechten.

## Leben
Dagens Mutter war Kunstwissenschaftlerin an den Staatlichen Kunstsammlungen Dresden und als Galeristin im Staatlichen Kunsthandel tätig, ihr Vater ein aus Kroatien stammender Chemiker. Dagen hat zwei Töchter und lebt in Dresden.

## BuchHaus Loschwitz
Dagen betreibt seit 1995 mit ihrem Lebenspartner Michael Bormann das BuchHaus Loschwitz, eine Buchhandlung in Dresden-Loschwitz, die neben dem Buchverkauf auch Veranstaltungen im KulturHaus Loschwitz organisiert. 2002 gründete Dagen den Verlag edition buchhaus loschwitz. Dagen gibt eine edition buchhaus loschwitz Reihe EXIL, jährlich den Kalender Literarisches Dresden und Lyrik-Publikationen für poet in residence heraus; für Letzteres sitzt sie seit 2013 in der Jury zur Vergabe des Lyrik-Stipendiums. Ab Mai 2018 wurde die Lesereihe Aufgeblättert. Zugeschlagen – Mit Rechten lesen auf dem Youtube-Kanal BuchHaus Loschwitz hochgeladen, die Dagen gemeinsam mit Ellen Kositza vom neurechten Verlag Antaios moderierte.

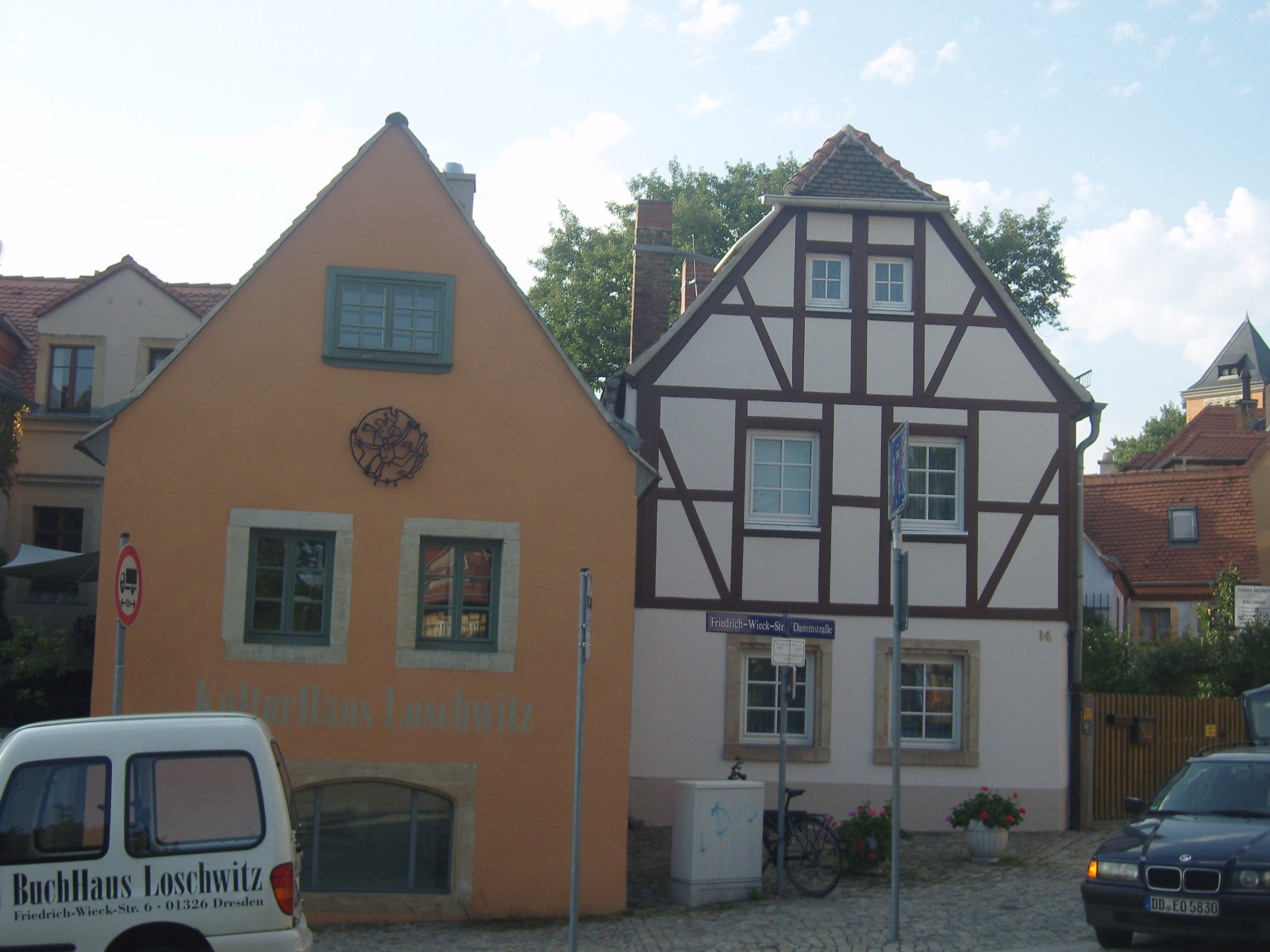
Kulturhaus Loschwitz

Das BuchHaus Loschwitz gewann 2015 und 2016 den Deutschen Buchhandlungspreis in der Kategorie Besonders herausragende Buchhandlungen. Es wurde im Oktober 2020 in den Medien bekannt, nachdem sich der S. Fischer Verlag von der Schriftstellerin Monika Maron getrennt hatte. Maron hatte seit Jahren ihre Bücher in der Buchhandlung vorgestellt, ihr letzter Titel „Krumme Gestalten, vom Wind gebissen“ war dann in der Edition BuchHaus Loschwitz erschienen. In der Begründung des S. Fischer Verlages habe diese Entscheidung eine zentrale Rolle gespielt, so die Fischer-Verlegerin Siv Bublitz in einem Brief an die Autoren des Verlags.
Im April 2021 wurde auf das Buchhaus Loschwitz ein Angriff mit Buttersäure und Pyrotechnik verübt. Die Tat wurde von Dresdner Politikern verurteilt, darunter Oberbürgermeister Dirk Hilbert (FDP). Auch die Dresdner Kulturbürgermeisterin Annekatrin Klepsch (Die Linke) verurteilte den Anschlag. Der Staatsschutz nahm Ermittlungen auf.

## Politik und Aktivismus
Artikel des Magazins Der Spiegel im Mai 2016 und in der Wochenzeitung Die Zeit vom März 2017 bezeichneten Dagen als „pegida-nah“. Dagen unterstützt die Forderungen von Pegida und vertritt selbst islamkritische Positionen. Als Reaktion auf Störaktionen am Stand des Antaios-Verlages auf der Frankfurter Buchmesse initiierte sie im Oktober 2017 die Charta 2017, in der sie dem Börsenverein des Deutschen Buchhandels vorwarf, einen „Gesinnungskorridor“ vorzugeben, und hielt „unsere Gesellschaft nicht mehr weit von einer Gesinnungsdiktatur entfernt“. Sie wurde unter anderem von den Schriftstellern Cora Stephan und Uwe Tellkamp sowie den Publizisten Vera Lengsfeld und Matthias Matussek unterzeichnet. Der Name „Charta 2017“ wurde als Anspielung auf die Charta 77 tschechoslowakischer Dissidenten gewählt.
Im März 2018 wurde Dagen in das Kuratorium der AfD-nahen Desiderius-Erasmus-Stiftung berufen, dem sie bis zu ihrer Stadtratskandidatur für die Freien Wähler angehörte. Im September 2018 wurde Dagen von der Teilnahme an einem Workshop zum Thema „Echokammern und Filterblasen: Vernetzung über Social Media“ im Rahmen der Tagung „Die neue Mitte? Rechte Ideologien und Bewegungen in Europa“ im Deutschen Hygiene-Museum Dresden ausgeschlossen. Auf Dagens Klage hin urteilte das Landgericht Dresden, der Ausschluss sei rechtswidrig gewesen.
Seit September 2019 sitzt Dagen für die Freien Wähler im Dresdner Stadtrat und im Stadtbezirksbeirat von Dresden-Loschwitz. Seit August 2024 gehört sie der Dresdner Stadtratsfraktion der AfD an, ist jedoch nach wie vor Mitglied der Freien Wähler.
Im Juli 2020 war der österreichische Rechtsextreme und führende Vertreter der Identitären Bewegung in Österreich Martin Sellner unter dem Pseudonym „Robert Wagner“ zu Gast auf dem Youtube-Kanal Aufgeblättert. Zugeschlagen – Mit Rechten lesen.

## Literarische Rezeption
Handlungsstränge in Ingo Schulzes 2020 erschienenem Roman Die rechtschaffenen Mörder wurden als Anspielungen auf Dagens Werdegang gedeutet. Das 2021 am Dresdner Societaetstheater uraufgeführte Theaterstück Die Buchhändlerin basiert auf Aussagen von Dagen. Handlungselemente von Uwe Tellkamps Roman Der Schlaf in den Uhren wurden als Anspielung auf Dagens Verlag gedeutet. Tellkamp stellte den Roman 2022 im BuchHaus Loschwitz vor.